# Linton Park
Linton Park, anciennement Linton Place ou Linton Hall, est une grande maison de campagne du XVIIIe siècle à Linton, Kent, Angleterre. Construite par Robert Mann en 1730 pour remplacer un bâtiment antérieur, la maison et le domaine passent entre les mains de plusieurs membres de la famille Mann avant d'entrer dans la famille Cornwallis. La maison est agrandie à sa taille actuelle en 1825.
La maison est située dans un endroit bien en vue, à mi-chemin sur une pente orientée au sud qui offre d'excellentes vues sur le terrain et le Weald au-delà. Les jardins proches de la maison contiennent des promenades formelles aménagées en 1825 avec des spécimens d'arbres plantés à ce moment-là et plus tard.
La maison est un bâtiment classé Grade I et le jardin et le parc sont classés Grade II*. D'autres bâtiments et structures du parc sont également répertoriés.
Linton Park est aujourd'hui le siège social de Camellia plc, une société agricole internationale.

## Histoire
À partir de la fin du XIVe siècle, une maison du nom de Capell's Court se dresse sur le site de Linton Park. Il tire son nom d'une famille de propriétaires terriens locaux nommée de Capell est propriétaire de la fin du XIVe siècle au milieu du XVe siècle. Il est ensuite vendu à la famille Baysden qui le détient jusqu'à la fin du XVIe siècle, date à laquelle il est vendu à Sir Anthony Mayney. Le petit-fils de Mayney vend le domaine au juge Sir Francis Wythen. La fille de Wythen, Catherine, hérite du domaine et, après son second mariage avec le brigadier-général Sir George Jocelyn, le domaine est vendu au marchand londonien Sir Robert Mann .
Vers 1730, Mann démolit Capell's Court et construit la première partie de la maison actuelle. À sa mort en 1751, la maison passe à son fils Edward Mann, qui meurt en 1775 sans enfants légitimes  et la maison passe à son frère le diplomate Sir Horace Mann. Sir Horace prend le nom du domaine comme désignation territoriale lorsqu'il est fait baronnet en 1755, mais réside en permanence à Florence. Sir Horace Mann est un ami et correspondant de longue date d'Horace Walpole. Après une visite à Edward Mann à Linton Park en 1757, Walpole écrit à Sir Horace à Florence que: "la maison est belle et se dresse comme la citadelle du Kent; tout le comté est son jardin." . À la mort de Sir Horace en 1786, la baronnie et la maison passent à son neveu, Sir Horatio Mann, de Boughton Place à proximité de Boughton Malherbe .

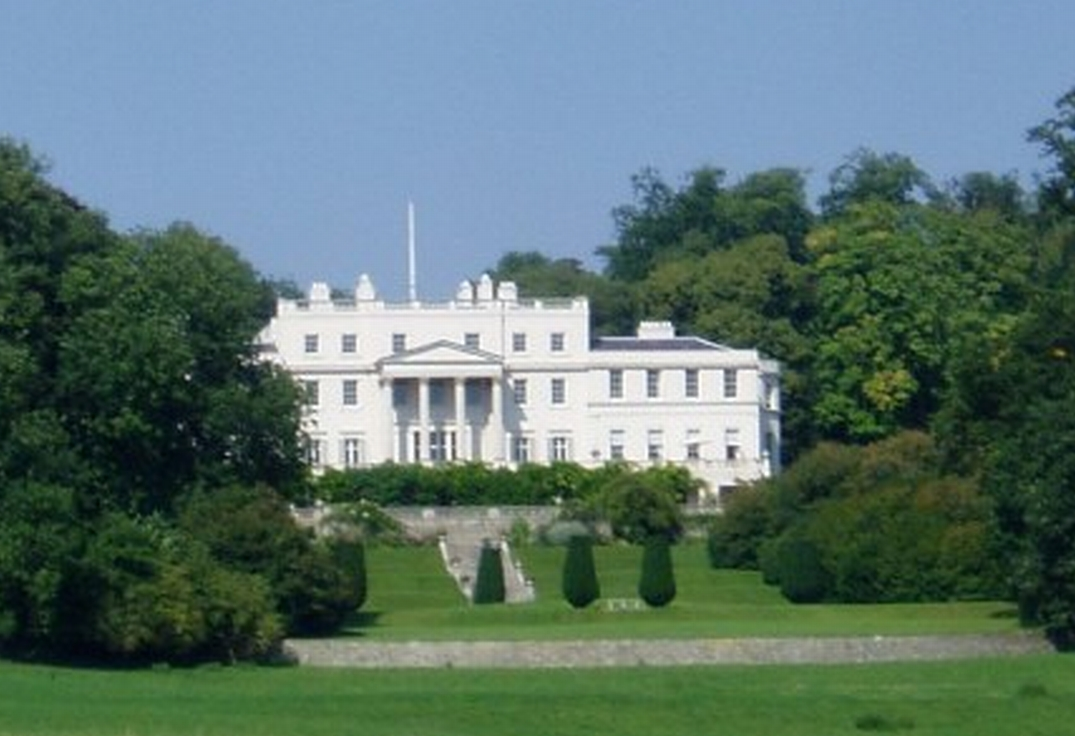
La maison, vue de loin

Sir Horatio meurt en 1814 et la maison passe à James Cornwallis, évêque de Lichfield, qui est le veuf de la sœur aînée de Mann, Catherine. Cornwallis devient le quatrième comte Cornwallis à la mort de son neveu Charles Cornwallis (2e marquis Cornwallis) en 1823, mais meurt lui-même en 1824. Le domaine passe à son fils James, le cinquième comte. À la mort du cinquième comte en 1852, la propriété passe à sa fille Julia. En 1862, elle épouse William Amherst (3e comte Amherst).
En 1888, le domaine est en possession du député de Fiennes Stanley Wykeham Cornwallis (créé 1er baron Cornwallis en 1927), petit-fils de l'autre fille du cinquième comte Cornwallis, Jemima Isabella Mann. Il possède la maison jusqu'à sa mort en 1935. Son premier fils, le capitaine Fiennes Wykeham Mann Cornwallis, est tué dans une embuscade de l'IRA près de Gort, comté de Galway en 1921 et ainsi le premier baron est remplacé par son deuxième fils, Wykeham Stanley Cornwallis. Le deuxième baron vend la maison en 1937 et elle devient la propriété d'Olaf Hambro, membre de la famille bancaire Hambro. À la suite du décès de Hambro en 1961, la maison est vendue à la famille Daubeny. La maison et ses terres environnantes les plus proches sont vendues aux francs-maçons en 1974 et sont brièvement exploitées comme école avant de passer en propriété corporative.

## Bâtiments

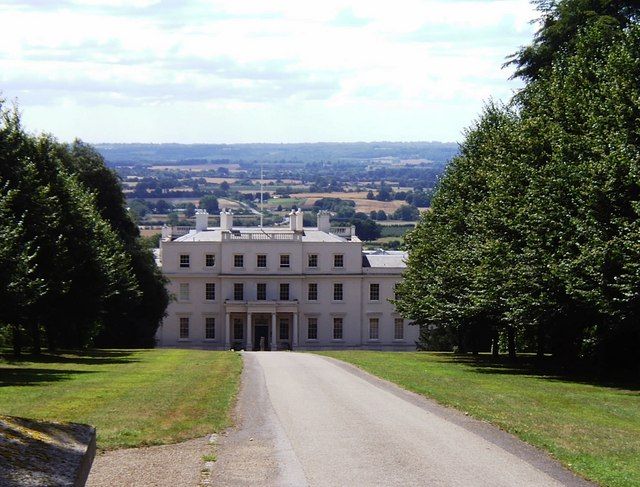
Le côté nord de Linton Park house montrant sa position sur un escarpement et la vue au-delà

La maison originale des années 1730 de Robert Mann est un bâtiment en brique de deux étages, large de sept travées, avec une façade brisée. Cela est prolongé pour le cinquième comte Cornwallis en 1825 par Thomas et William Cubitt. Les modifications des Cubitt comprennent l'ajout d'un troisième étage à la maison d'origine et la construction d'ailes à deux étages de quatre baies de chaque côté. La maison est également restaurée avec un enduit de stuc. Son toit en croupe est recouvert d'ardoises.
L'entrée de la maison se fait côté nord par un portique à un étage. La façade nord présente de hautes fenêtres à guillotine au rez-de-chaussée et au premier étage de 12 carreaux; les fenêtres du deuxième étage donnant sur la section centrale sont plus courtes et à neuf carreaux. Des corniches en stuc moulé courent au-dessus des fenêtres du rez-de-chaussée et du premier étage. Les façades est et ouest ont cinq baies de large avec une baie en saillie de deux étages à l'extrémité est et une baie en saillie d'un étage à l'extrémité ouest.
En raison de la pente du site, la façade sud, qui surplombe la partie principale du terrain, repose sur une plate-forme surélevée et étagée, le rez-de-chaussée étant élevé au niveau du premier étage et le sous-sol devenant le rez-de-chaussée. Au-dessus de la terrasse, la façade a la même disposition générale que la façade nord, mais les ailes dépassent légèrement la partie centrale, qui a un portique à fronton à deux étages. Chaque aile avait auparavant une baie à un étage en son centre, mais celles-ci ont été supprimées.
À l'intérieur, un certain nombre de pièces présentent des décorations murales et de plafond d'époque, notamment le hall d'entrée, qui date du bâtiment d'origine des années 1730 et présente des boiseries et des corniches moulurées, une cheminée en marbre et un plafond en plâtre ornemental et une frise d'arabesques. La cage d'escalier est éclairée par le haut avec une lucarne et comporte un escalier en porte-à-faux avec des balustres en fer de l'adaptation de 1825 avec une main courante en laiton ultérieure.
Au nord-est de la maison se trouve l'ancienne écurie du domaine. Elle est construite à l'époque de l'extension de la maison par le cinquième comte et est aligné sur un axe nord-sud. Le bâtiment comprend trois pavillons à pignon sur trois étages séparés par une paire d'ailes à deux étages. Les façades sont en brique, avec la façade ouest peinte en blanc et l'est non peinte. Le toit est en ardoise avec une tour de l'horloge au centre du côté est du pavillon central. Près des écuries se trouve une glacière souterraine en briques accessible par un tunnel voûté. La glacière date de 1788.
La maison principale est un bâtiment classé Grade I et les écuries et la glacière sont classées Grade II.

## Jardins

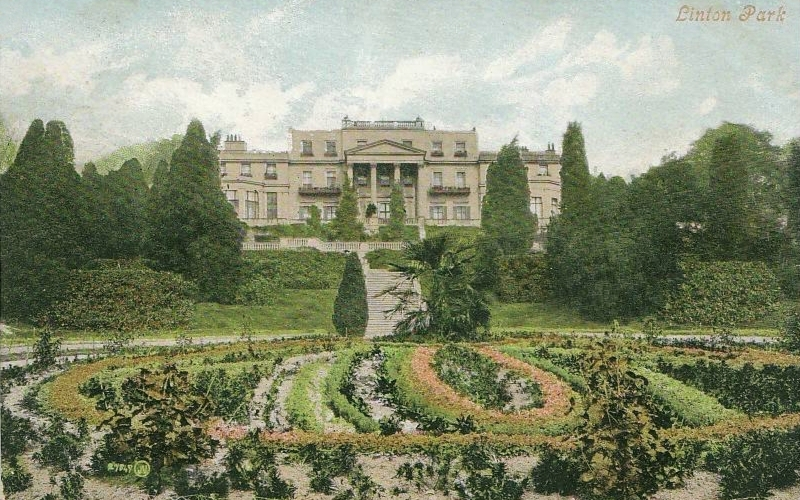
Jardins formels à Linton Park, 1906

Approchée à travers un parc le long d'une allée bordée d'arbres depuis un lodge au nord, la maison se trouve dans un paysage d'environ 132 hectares (326,17910292 acre) de parc, de bois et de terres agricoles à mi-chemin sur une pente de sable vert orientée au sud surplombant la vallée de la rivière Beult. Bien que désormais simplifiés sans la plantation intensive utilisée au cours des siècles précédents, il reste des éléments des jardins à la française conçus par John Claudius Loudon en 1825 qui étaient auparavant disposés sur les côtés nord, sud-est, sud et ouest de la maison.
Immédiatement au sud de la maison se trouve une longue terrasse de 100 mètres avec une balustrade en pierre. Du centre de celui-ci, aligné avec le portique central de la maison, des marches en pierre descendent en trois volées sur des terrasses couvertes d'herbe jusqu'à une pelouse ovale autour du périmètre de laquelle court un chemin de gravier et à partir de laquelle des chemins vont à l'est et à l'ouest. Au centre de la pelouse se trouve un cadran solaire. Une large pelouse au sud-est de la maison est entourée d'allées et divisée par une autre sur un accès nord-sud. Ceci est interrompu par des volées de marches et un bassin de fontaine. Deux petits temples sont placés parmi les arbres à mi-pente.
A l'ouest de la maison, Loudon a aménagé un jardin fleuri. Plus tard dans les années 1860, des roses sont plantées, mais ce sont maintenant des pelouses. À l'extrémité sud d'une passerelle à travers cette section du jardin se trouve un jardin d'eau et de rocaille connu sous le nom de "Puits Jacobs". De l'extrémité nord de la promenade, une allée de séquoias géants plantés en 1864 court vers le nord-ouest en direction de l'église paroissiale Saint-Nicolas. D'autres séquoias géants sont plantés autour des jardins. Près de l'église, au bout d'une allée pavée se trouve une petite folie gothique conçue par Richard Bentley . Au sud de l'avenue se trouve un amphithéâtre d'herbe taillé dans la pente. Le périmètre sud du jardin à la française est formé par un Ha-ha. Au sud, au-delà des jardins à la française, la pente de la pente diminue et le domaine se poursuit en parc ouvert avec un lac bordé d'arbres d'environ 500 mètres (1 640,41995 pi) au sud de la maison.
Les jardins et le parc sont classés Grade II * avec un certain nombre de caractéristiques dans le jardin également répertoriées individuellement pour leur valeur de groupe avec la maison et le parc. La loge nord, les marches au sud de la maison, le cadran solaire sur la pelouse ovale et la folie sont tous classés Grade II.
Le domaine est une propriété privée et n'est pas ouvert au public, mais la promenade longue distance Greensand Way traverse le parc d'est en ouest au nord de la maison et un sentier public traverse le parc sud près du lac sur un alignement similaire.